# Japán liliomfa
A japán liliomfa vagy fehér liliomfa (Magnolia kobus) a liliomfafélék családjába tartozó, Japánból és Koreából származó, hazánkban is termesztett fafaj.

## Leírása
6–9 m magasra növő, kezdetben bokros, majd kúp alakra fejlődő fácska. Levelei elliptikusak vagy visszás tojásdadok, felül fényes zöldek. Márciusban hozza enyhén illatos, fehér virágait, amelyek nyárra csíraképes magot érlelnek. Termése pirosas, 10–20 cm hosszú tüszőcsokor.

## Felhasználása
A legedzettebb magnóliafaj: a liliomfák többségénél kevesebb gondoskodást igényel, ezért Magyarországon is többfelé kivadult és meghonosodott. A semleges, mélyrétegű talajt kedveli, viszonylag vízigényes, a szennyezett levegőt nem tűri.